# Brissus meridionalis
Brissus meridionalis is een zee-egel uit de familie Brissidae.
De wetenschappelijke naam van de soort werd in 1950 gepubliceerd door Theodor Mortensen.